# 飾磨駅
飾磨駅（しかまえき）は、兵庫県姫路市飾磨区清水にある山陽電気鉄道の駅。駅番号はSY 40。全ての列車が停車する。

## 利用可能な鉄道路線
- 山陽電気鉄道
  - 本線
  - 網干線（起点）

## 歴史
- 1923年（大正12年）8月19日：神戸姫路電気鉄道開業時に、飾磨町駅として設置[1][2]。
- 1924年（大正14年）1月16日：電鉄飾磨駅に改称[3]。
- 1927年（昭和2年）4月1日：神戸姫路電気鉄道が宇治川電気により合併され、同社の駅となる。
- 1930年（昭和5年）10月1日：駅構内に飾磨車庫を開設。
- 1933年（昭和8年）6月6日：宇治川電気の鉄道部門が分離され、山陽電気鉄道の駅となる。
- 1934年（昭和9年）9月18日：特急停車駅となる。
- 1940年（昭和15年）
  - 2月11日：飾磨郡飾磨町が市制施行し、所在地が飾磨市となる。
  - 10月15日：網干線が開業。駅構内を東側に拡張し、2面4線化[1][2]。
- 1944年（昭和19年）4月20日：特急運転中止。
- 1946年（昭和21年）
  - 3月1日：飾磨市が姫路市やその周辺の町村と合併し、所在地が姫路市となる。
  - 8月：戦災により焼失していた駅舎を再建[2]。
- 1948年（昭和23年）3月1日：戦後改めて設定された急行の停車駅となる（急行は1984年に設定消滅）。
- 1949年（昭和24年）4月15日：特急の設定が復活し、改めてその停車駅となる。
- 1980年（昭和55年）9月16日：駅舎改築[1][2]。
- 1991年（平成3年）4月7日：飾磨駅に改称[1][2]。同時に網干線の列車の本線直通が廃止される[1]。
- 1997年（平成9年）
  - 6月17日：上下ホームを結ぶ跨線橋設置[2]。
  - 8月15日：構内踏切および東口改札を閉鎖し、1番線ホームを延伸[1][2]。
- 2022年（令和4年）3月27日：北口駅舎の供用を開始[4][5]。

## 駅構造
櫛形2面3線のホームを持つ地上駅。
外側2線（1・3番線）は本線の列車、両側をホームに挟まれた内側1線（2番線）は網干線のワンマン列車が入線する。同列車が発着する2番線の神戸側は行き止まりとなっている。ホームの東端に「山陽そば」の飾磨店があったが、2021年（令和3年）10月29日の営業を以て閉店した。
1980年（昭和55年）に建てられた駅ビルはホーム南西側の飾磨街道の踏切に面した位置にあり、テナントとして1階に商店街の「山陽しかまショップ」、2階・3階に「山陽スイミングスクール飾磨校」が入居していた。また西側にある正面出入口には、ビル内に引っ込んだ構造の車寄せを持つタクシー乗り場があった。
改札は、駅ビルとその東隣にある鉄骨造り一部2階建ての駅舎の東側に当たるホーム中央付近と、跨線橋を挟んで2022年（令和4年）に新設された北側の橋上駅舎の2ヶ所に設置されている。南北の改札口とホームは1997年（平成9年）に設置された跨線橋で結ばれているが、このうち南口改札は改札外の東西自由通路が、南北方向で改札内とホームに挟まれるという変わった構造になっている。かつては駅ビルと駅舎の境目に旧西口改札があり、駅構内とは構内踏切で連絡していたほか、踏切に面したホームの東端にも東口改札があったが、跨線橋の設置と併せた旧改札内通路を東西自由通路に転用するための旧西口改札の移転と同時に、統合される形で廃止されている。
バス・タクシー乗り場のあるロータリーの整備と併せて新たな正面となる北口改札の新設に伴い、駅北側の道路上での駐停車が多数発生し交通混雑を招いていることから、姫路市は北駅前広場の一般車乗降場の拡充に向け、駅前広場の再整備を計画している。また、前述の駅ビルはこの北口改札の新設と引き替えに取り壊され、跡地には医療施設が建てられる予定となっていたが、2025年（令和7年）現在は有料駐車場となっている。
かつては櫛形2面4線で、ホーム西端に駅舎と連絡する構内踏切があった。また駅ビルができる前は、その位置に木造2階建ての駅舎があった。1番線反対側の2番線から網干線が姫路へ折り返し直通し、本線神戸方面の4番線（現在の3番線）の反対にあった旧3番線（現在の2番線）からは姫路からの網干線電車が網干へと折り返していた。現2番線は旧2・3番線の2本の線路があった所を、1996年（平成8年）ごろに線路を1本に減らして両側を埋め立てたもので、その分両側のホームは以前よりやや広くなっている。また前述の通り、同時期まで櫛形ホームの頭端部（「山陽そば」飾磨店の南隣）には東口改札があった。跨線橋の下付近から東を望むと、当時の雰囲気を少し窺う事ができる。さらに構内踏切の関係からホーム長にも制約があり、1番線に到着する6両編成の下り列車は後部2両のみドアカットを行っていた。

### のりば
| 1 | 本線   | 下り | 姫路行き                 |
| 2 | 網干線 | -    | 網干行き                 |
| 3 | 本線   | 上り | 明石・神戸三宮・梅田方面 |

付記事項
- 営業列車での設定はないが、1番線から明石方面への折り返しも可能である。
- 1番線からは網干方面（網干線）、2番線からは姫路方面（本線）への出発も可能である。
- 姫路方面（本線）からは2番線・3番線の双方に入線が可能である。

| ← 本線 : 西代方面 | 飾磨駅配線略図        | → 網干線 : 山陽網干方面 |
| | ↓ 本線 : 山陽姫路方面 |                         |
| 凡例 出典:黒田康夫、永山敏行「山陽特集 近年における輸送と運転の動向」『鉄道ピクトリアル』2001年12月増刊、電気車研究会、20頁。 |                       |                         |

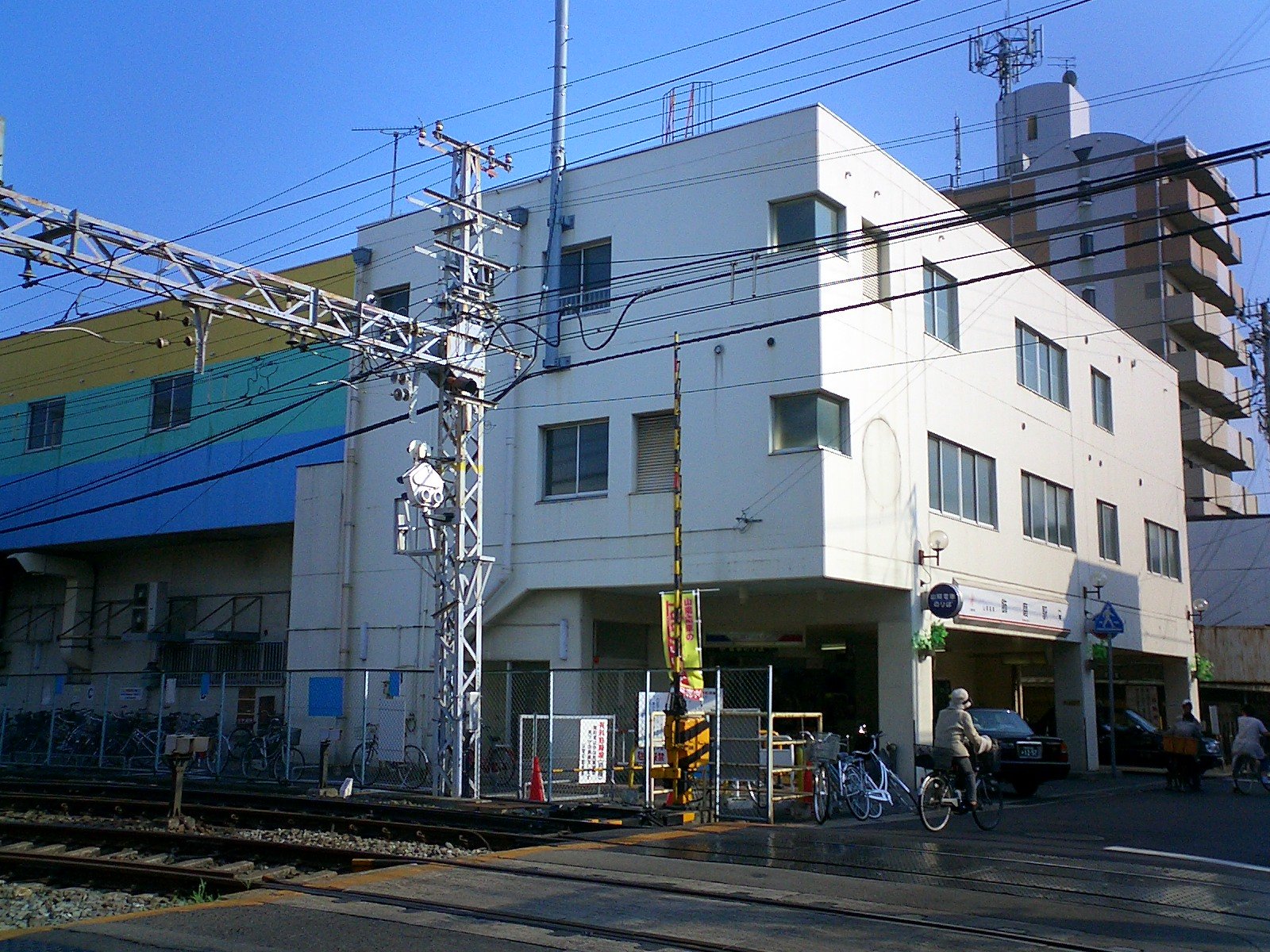
駅ビルの一部（2008年8月・2022年に解体済み）
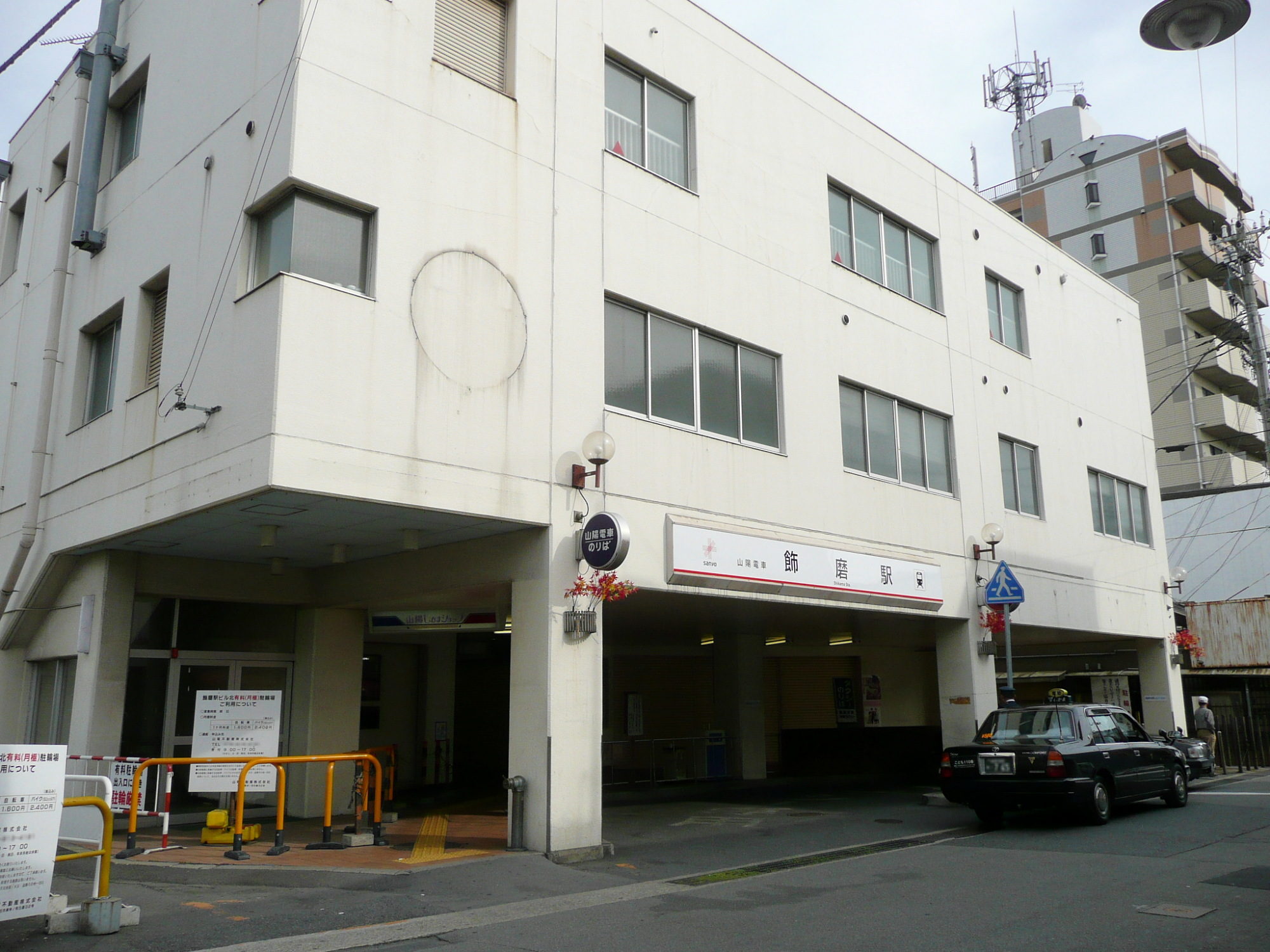
駅ビルの正面出入口（2008年5月・2022年に解体済み）
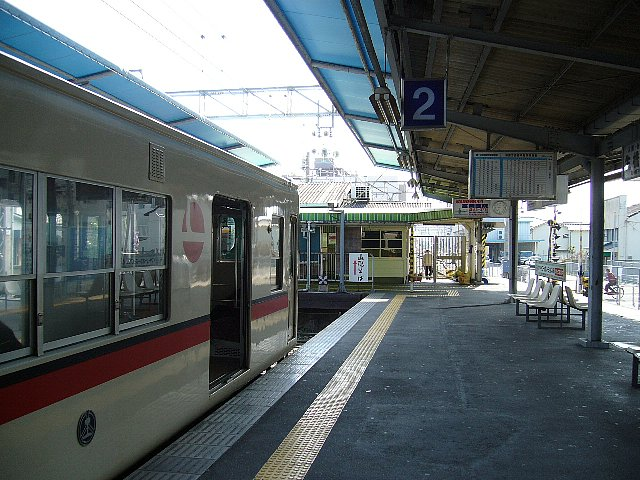
1・2番ホームから東を望む。左手奥が山陽そば飾磨店、正面の鉄柵の扉がある所がかつての東口改札（2006年4月）
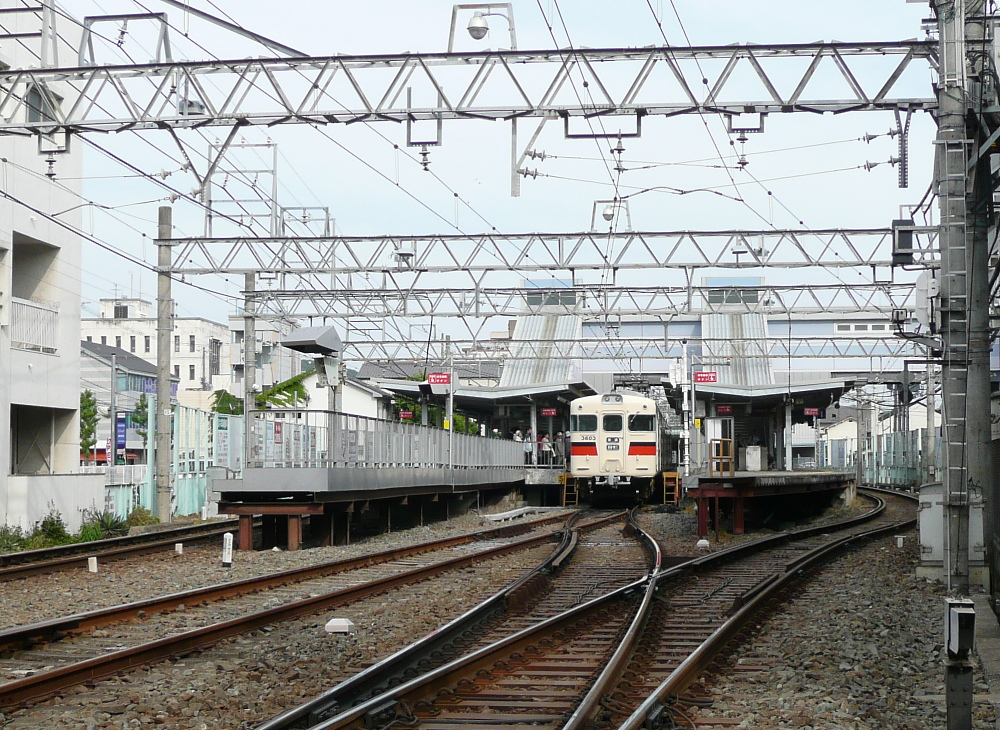
駅西側の踏切から東を望む。中央が網干線の線路（2008年5月）
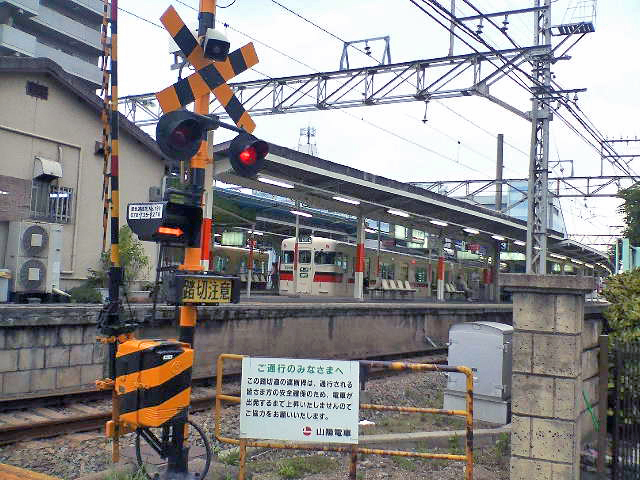
駅東側の踏切からホームを望む（2008年9月）
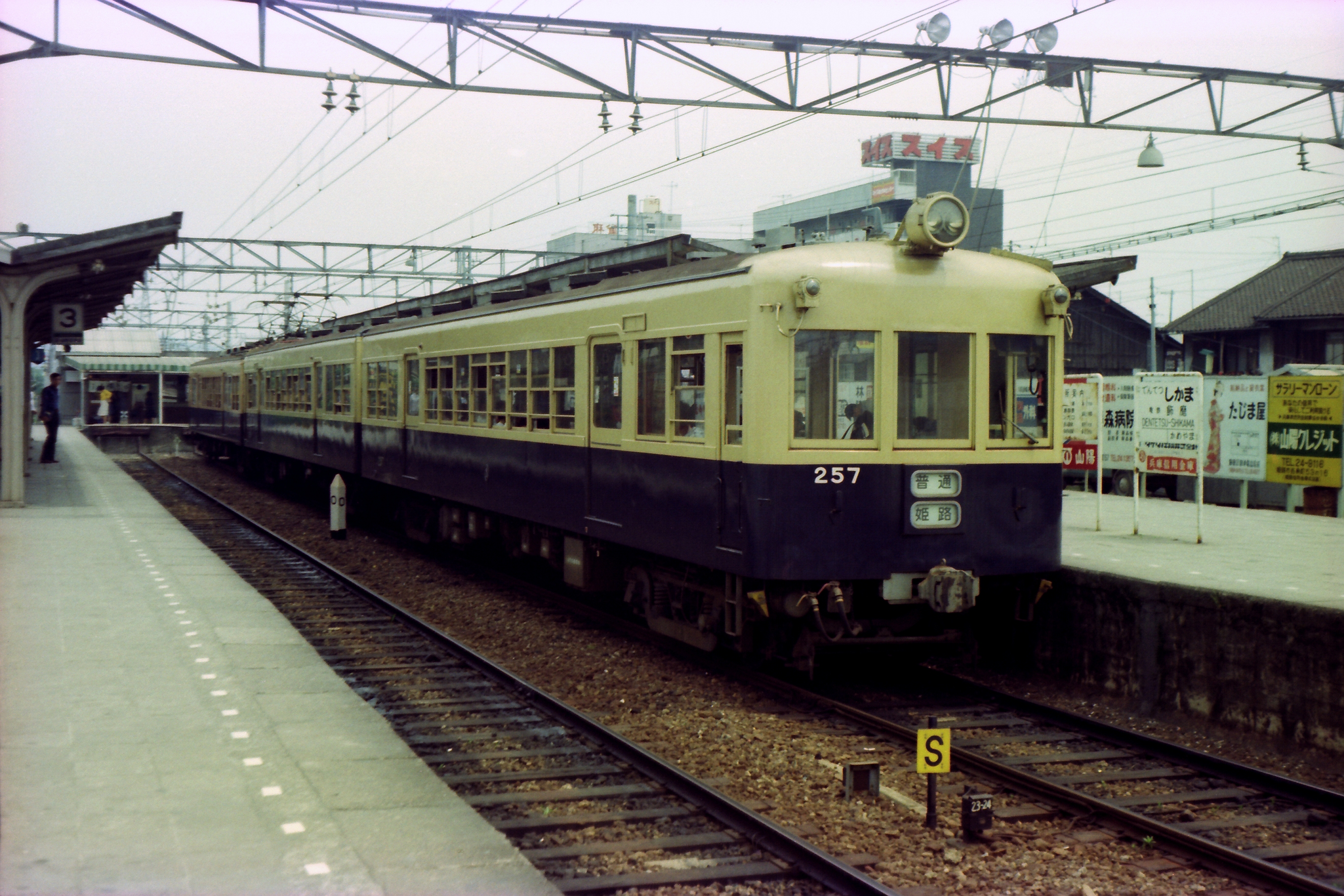
旧2番線に停車中の網干線姫路行き250形電車（撮影日不明）

## 利用状況
乗降者数 8,199人（2009年11月10日調査）

 以下に各年の乗車人員を示す。

### 昭和・平成
| 昭和・平成 | 昭和・平成   | 昭和・平成   | 昭和・平成   | 昭和・平成      | 昭和・平成      | 昭和・平成      | 昭和・平成      | 昭和・平成 | 昭和・平成 | 昭和・平成 | 昭和・平成 | 昭和・平成 | 昭和・平成 |
| 年度       | 乗車人員総数 | 乗車人員総数 | 乗車人員総数 | 内 定期利用者数 | 内 定期利用者数 | 内 定期利用者数 | 内 定期利用者数 | 出典       | 出典       | 出典       | 出典       | 出典       | 出典       |
| 年度       | 人/日        | 増減         | 順位         | 人/日           | 増減            | 利用率          | 順位            | 神         | 明         | 播         | 加         | 高         | 姫         |
| ---------- | ------------ | ------------ | ------------ | --------------- | --------------- | --------------- | --------------- | ---------- | ---------- | ---------- | ---------- | ---------- | ---------- |
| 1953(S28)  | 6,727        |              |              |                 |                 |                 |                 |            |            |            |            |            | [ 姫 1 ]   |
| 1954(S29)  | 7,000        | 4.06%        |              |                 |                 |                 |                 |            |            |            |            |            | [ 姫 2 ]   |
| 1955(S30)  |              |              |              |                 |                 |                 |                 |            |            |            |            |            |            |
| 1956(S31)  |              |              |              |                 |                 |                 |                 |            |            |            |            |            |            |
| 1957(S32)  | 8,069        |              |              |                 |                 |                 |                 |            |            |            |            |            | [ 姫 3 ]   |
| 1958(S33)  | 7,578        | -6.08%       |              |                 |                 |                 |                 |            |            |            |            |            | [ 姫 3 ]   |
| 1959(S34)  | 7,909        | 4.37%        |              |                 |                 |                 |                 |            |            |            |            |            | [ 姫 4 ]   |
| 1960(S35)  | 8,860        | 12.02%       |              |                 |                 |                 |                 |            |            |            |            |            | [ 姫 5 ]   |
| 1961(S36)  | 9,752        | 10.07%       |              |                 |                 |                 |                 |            |            |            |            |            | [ 姫 6 ]   |
| 1962(S37)  | 10,583       | 8.53%        |              |                 |                 |                 |                 |            |            |            |            |            | [ 姫 7 ]   |
| 1963(S38)  | 11,603       | 9.63%        |              |                 |                 |                 |                 |            |            |            |            |            | [ 姫 8 ]   |
| 1964(S39)  | 11,899       | 2.55%        |              |                 |                 |                 |                 |            |            |            |            |            | [ 姫 9 ]   |
| 1965(S40)  | 11,704       | -1.63%       |              |                 |                 |                 |                 |            |            |            |            |            | [ 姫 10 ]  |
| 1966(S41)  | 10,899       | -6.88%       |              |                 |                 |                 |                 |            |            |            |            |            | [ 姫 11 ]  |
| 1967(S42)  | 10,745       | -1.42%       |              |                 |                 |                 |                 |            |            |            |            |            | [ 姫 11 ]  |
| 1968(S43)  | 10,881       | 1.27%        |              |                 |                 |                 |                 |            |            |            |            |            | [ 姫 12 ]  |
| 1969(S44)  | 10,911       | 0.27%        |              |                 |                 |                 |                 |            |            |            |            |            | [ 姫 13 ]  |
| 1970(S45)  | 10,810       | -0.93%       |              |                 |                 |                 |                 |            |            |            |            |            | [ 姫 14 ]  |
| 1971(S46)  | 10,679       | -1.21%       |              |                 |                 |                 |                 |            |            |            |            |            | [ 姫 15 ]  |
| 1972(S47)  | 10,374       | -2.86%       |              |                 |                 |                 |                 |            |            |            |            |            | [ 姫 16 ]  |
| 1973(S48)  | 9,634        | -7.13%       |              |                 |                 |                 |                 |            |            |            |            |            | [ 姫 16 ]  |
| 1974(S49)  | 9,850        | 2.24%        |              |                 |                 |                 |                 |            |            |            |            |            | [ 姫 17 ]  |
| 1975(S50)  | 9,296        | -5.62%       |              |                 |                 |                 |                 |            |            |            |            |            | [ 姫 18 ]  |
| 1976(S51)  | 8,878        | -4.50%       |              |                 |                 |                 |                 |            |            |            |            |            | [ 姫 19 ]  |
| 1977(S52)  | 8,687        | -2.15%       |              |                 |                 |                 |                 |            |            |            |            |            | [ 姫 20 ]  |
| 1978(S53)  | 8,162        | -6.04%       | 5/48         |                 |                 |                 |                 | [ 神 1 ]   | [ 明 1 ]   | [ 播 1 ]   | [ 加 1 ]   | [ 高 1 ]   | [ 姫 20 ]  |
| 1979(S54)  | 7,819        | -4.20%       | 6/48         | 5,086           |                 | 65.05%          |                 | [ 神 1 ]   | [ 明 2 ]   | [ 播 1 ]   | [ 加 1 ]   | [ 高 1 ]   | [ 姫 21 ]  |
| 1980(S55)  | 7,494        | -4.16%       | 6/48         | 4,794           | -5.74%          | 63.97%          |                 | [ 神 1 ]   | [ 明 3 ]   | [ 播 1 ]   | [ 加 1 ]   | [ 高 1 ]   | [ 姫 21 ]  |
| 1981(S56)  | 7,667        | 2.31%        | 6/48         | 4,699           | -1.97%          | 61.30%          |                 | [ 神 1 ]   | [ 明 4 ]   | [ 播 2 ]   | [ 加 2 ]   | [ 高 1 ]   | [ 姫 21 ]  |
| 1982(S57)  | 7,916        | 3.25%        | 5/48         | 4,923           | 4.77%           | 62.20%          |                 | [ 神 2 ]   | [ 明 5 ]   | [ 播 2 ]   | [ 加 2 ]   | [ 高 2 ]   | [ 姫 21 ]  |
| 1983(S58)  | 7,674        | -3.06%       | 5/48         | 4,612           | -6.32%          | 60.10%          |                 | [ 神 2 ]   | [ 明 5 ]   | [ 播 2 ]   | [ 加 2 ]   | [ 高 3 ]   | [ 姫 21 ]  |
| 1984(S59)  | 7,354        | -4.17%       | 5/48         | 4,362           | -5.42%          | 59.31%          |                 | [ 神 2 ]   | [ 明 5 ]   | [ 播 2 ]   | [ 加 2 ]   | [ 高 3 ]   | [ 姫 22 ]  |
| 1985(S60)  | 6,804        | -7.48%       | 6/48         | 3,797           | -12.96%         | 55.80%          |                 | [ 神 2 ]   | [ 明 5 ]   | [ 播 2 ]   | [ 加 2 ]   | [ 高 3 ]   | [ 姫 22 ]  |
| 1986(S61)  | 6,626        | -2.61%       | 5/48         | 3,684           | -2.98%          | 55.59%          |                 | [ 神 2 ]   | [ 明 5 ]   | [ 播 2 ]   | [ 加 3 ]   | [ 高 3 ]   | [ 姫 22 ]  |
| 1987(S62)  | 6,335        | -4.40%       | 7/48         | 3,445           | -6.48%          | 54.38%          |                 | [ 神 3 ]   | [ 明 6 ]   | [ 播 2 ]   | [ 加 3 ]   | [ 高 3 ]   | [ 姫 22 ]  |
| 1988(S63)  | 6,262        | -1.15%       | 7/48         | 3,384           | -1.76%          | 54.04%          |                 | [ 神 3 ]   | [ 明 6 ]   | [ 播 2 ]   | [ 加 3 ]   | [ 高 3 ]   | [ 姫 23 ]  |
| 1989(H01)  | 6,142        | -1.92%       |              | 3,301           | -2.46%          | 53.75%          |                 | [ 神 3 ]   | [ 明 6 ]   | [ 播 2 ]   | [ 加 3 ]   | [ 高 4 ]   | [ 姫 23 ]  |
| 1990(H02)  | 6,073        | -1.11%       | 8/48         | 3,259           | -1.27%          | 53.66%          |                 | [ 神 3 ]   | [ 明 6 ]   | [ 播 3 ]   | [ 加 3 ]   | [ 高 4 ]   | [ 姫 23 ]  |
| 1991(H03)  | 5,970        | -1.69%       |              | 3,253           | -0.18%          | 54.49%          |                 | [ 神 3 ]   | [ 明 7 ]   | [ 播 3 ]   | [ 加 4 ]   | [ 高 4 ]   | [ 姫 23 ]  |
| 1992(H04)  | 5,801        | -2.83%       | 8/48         | 3,252           | -0.04%          | 56.05%          |                 | [ 神 4 ]   | [ 明 7 ]   | [ 播 4 ]   | [ 加 4 ]   | [ 高 4 ]   | [ 姫 23 ]  |
| 1993(H05)  | 6,260        | 7.91%        | 6/48         | 3,358           | 3.28%           | 53.64%          |                 | [ 神 4 ]   | [ 明 7 ]   | [ 播 4 ]   | [ 加 4 ]   | [ 高 5 ]   | [ 姫 24 ]  |
| 1994(H06)  | 6,126        | -2.15%       | 6/48         | 3,270           | -2.62%          | 53.39%          |                 | [ 神 4 ]   | [ 明 7 ]   | [ 播 4 ]   | [ 加 4 ]   | [ 高 5 ]   | [ 姫 24 ]  |
| 1995(H07)  | 6,040        | -1.41%       | 6/48         | 3,222           | -1.48%          | 53.35%          |                 | [ 神 4 ]   | [ 明 7 ]   | [ 播 4 ]   | [ 加 5 ]   | [ 高 5 ]   | [ 姫 24 ]  |
| 1996(H08)  | 5,929        | -1.83%       | 6/48         | 3,152           | -2.17%          | 53.16%          |                 | [ 神 4 ]   | [ 明 8 ]   | [ 播 4 ]   | [ 加 5 ]   | [ 高 5 ]   | [ 姫 24 ]  |
| 1997(H09)  | 5,666        | -4.44%       | 6/48         | 3,081           | -2.27%          | 54.37%          |                 | [ 神 5 ]   | [ 明 8 ]   | [ 播 4 ]   | [ 加 5 ]   | [ 高 6 ]   | [ 姫 24 ]  |
| 1998(H10)  | 5,394        | -4.79%       | 6/48         | 2,992           | -2.86%          | 55.47%          |                 | [ 神 5 ]   | [ 明 8 ]   | [ 播 4 ]   | [ 加 5 ]   | [ 高 6 ]   | [ 姫 25 ]  |
| 1999(H11)  | 5,007        | -7.19%       | 6/48         | 2,770           | -7.42%          | 55.33%          |                 | [ 神 5 ]   | [ 明 8 ]   | [ 播 4 ]   | [ 加 5 ]   | [ 高 6 ]   | [ 姫 25 ]  |
| 2000(H12)  | 4,732        | -5.49%       | 6/48         | 2,605           | -5.97%          | 55.05%          |                 | [ 神 5 ]   | [ 明 8 ]   | [ 播 4 ]   | [ 加 6 ]   | [ 高 6 ]   | [ 姫 25 ]  |
| 2001(H13)  | 4,526        | -4.35%       | 6/48         | 2,451           | -5.90%          | 54.16%          |                 | [ 神 5 ]   | [ 明 9 ]   | [ 播 5 ]   | [ 加 6 ]   | [ 高 6 ]   | [ 姫 25 ]  |
| 2002(H14)  | 4,301        | -4.97%       | 6/48         | 2,244           | -8.46%          | 52.17%          |                 | [ 神 6 ]   | [ 明 9 ]   | [ 播 5 ]   | [ 加 6 ]   | [ 高 6 ]   | [ 姫 25 ]  |
| 2003(H15)  | 4,265        | -0.84%       | 6/48         | 2,196           | -2.16%          | 51.47%          |                 | [ 神 6 ]   | [ 明 9 ]   | [ 播 5 ]   | [ 加 6 ]   | [ 高 6 ]   | [ 姫 26 ]  |
| 2004(H16)  | 4,197        | -1.59%       | 6/49         | 2,125           | -3.21%          | 50.63%          |                 | [ 神 6 ]   | [ 明 9 ]   | [ 播 5 ]   | [ 加 6 ]   | [ 高 7 ]   | [ 姫 26 ]  |
| 2005(H17)  | 4,294        | 2.31%        | 5/49         | 2,185           | 2.82%           | 50.88%          |                 | [ 神 6 ]   | [ 明 9 ]   | [ 播 5 ]   | [ 加 7 ]   | [ 高 7 ]   | [ 姫 26 ]  |
| 2006(H18)  | 4,245        | -1.16%       | 5/49         | 2,161           | -1.10%          | 50.91%          |                 | [ 神 6 ]   | [ 明 10 ]  | [ 播 5 ]   | [ 加 7 ]   | [ 高 7 ]   | [ 姫 26 ]  |
| 2007(H19)  | 4,376        | 3.09%        | 6/49         | 2,257           | 4.44%           | 51.58%          |                 | [ 神 7 ]   | [ 明 10 ]  | [ 播 6 ]   | [ 加 7 ]   | [ 高 7 ]   | [ 姫 26 ]  |
| 2008(H20)  | 4,477        | 2.33%        | 6/49         | 2,376           | 5.29%           | 53.07%          |                 | [ 神 7 ]   | [ 明 10 ]  | [ 播 6 ]   | [ 加 7 ]   | [ 高 7 ]   | [ 姫 27 ]  |
| 2009(H21)  | 4,286        | -4.28%       | 6/49         | 2,299           | -3.26%          | 53.64%          |                 | [ 神 7 ]   | [ 明 10 ]  | [ 播 6 ]   | [ 加 7 ]   | [ 高 7 ]   | [ 姫 27 ]  |
| 2010(H22)  | 4,224        | -1.44%       | 7/49         | 2,275           | -1.02%          | 53.87%          |                 | [ 神 7 ]   | [ 明 10 ]  | [ 播 6 ]   | [ 加 8 ]   | [ 高 7 ]   | [ 姫 27 ]  |
| 2011(H23)  | 4,230        | 0.14%        | 7/49         | 2,301           | 1.13%           | 54.40%          |                 | [ 神 7 ]   | [ 明 11 ]  | [ 播 6 ]   | [ 加 8 ]   | [ 高 8 ]   | [ 姫 27 ]  |
| 2012(H24)  | 4,275        | 1.05%        | 7/49         | 2,350           | 2.11%           | 54.97%          |                 | [ 神 8 ]   | [ 明 11 ]  | [ 播 6 ]   | [ 加 8 ]   | [ 高 8 ]   | [ 姫 27 ]  |
| 2013(H25)  | 4,438        | 3.83%        | 7/49         | 2,450           | 4.28%           | 55.20%          |                 | [ 神 8 ]   | [ 明 11 ]  | [ 播 7 ]   | [ 加 8 ]   | [ 高 8 ]   | [ 姫 28 ]  |
| 2014(H26)  | 4,337        | -2.28%       | 7/49         | 2,426           | -1.00%          | 55.93%          |                 | [ 神 8 ]   | [ 明 11 ]  | [ 播 7 ]   | [ 加 9 ]   | [ 高 8 ]   | [ 姫 28 ]  |
| 2015(H27)  | 4,514        | 4.09%        | 7/49         | 2,487           | 2.51%           | 55.08%          |                 | [ 神 8 ]   | [ 明 11 ]  | [ 播 7 ]   | [ 加 9 ]   | [ 高 8 ]   | [ 姫 28 ]  |
| 2016(H28)  | 4,560        | 1.01%        | 7/49         | 2,535           | 1.95%           | 55.59%          |                 | [ 神 8 ]   | [ 明 12 ]  | [ 播 7 ]   | [ 加 9 ]   | [ 高 8 ]   | [ 姫 28 ]  |
| 2017(H29)  | 4,670        | 2.41%        | 7/49         | 2,599           | 2.53%           | 55.66%          | 8/49            | [ 神 9 ]   | [ 明 12 ]  | [ 播 7 ]   | [ 加 9 ]   | [ 高 8 ]   | [ 姫 28 ]  |
| 2018(H30)  | 4,791        | 2.60%        | 6/49         | 2,702           | 3.94%           | 56.39%          | 7/49            | [ 神 9 ]   | [ 明 12 ]  | [ 播 8 ]   | [ 加 9 ]   | [ 高 9 ]   | [ 姫 29 ]  |

### 令和以降
| 令和以降  | 令和以降     | 令和以降     | 令和以降        | 令和以降        | 令和以降        | 令和以降  |
| 年度      | 乗車人員総数 | 乗車人員総数 | 内 定期利用者数 | 内 定期利用者数 | 内 定期利用者数 | 出典      |
| 年度      | 人/日        | 増減         | 人/日           | 増減            | 利用率          | 出典      |
| --------- | ------------ | ------------ | --------------- | --------------- | --------------- | --------- |
| 2019(R01) | 4,836        | 1.22%        | 2,699           | 0.18%           | 55.81%          | [ 姫 30 ] |
| 2020(R02) | 3,824        | -21.14%      | 2,383           | -11.94%         | 62.32%          | [ 姫 30 ] |
| 2021(R03) | 3,956        | 3.44%        | 2,439           | 2.31%           | 61.64%          | [ 姫 30 ] |
| 2022(R04) | 4,370        | 9.47%        | 2,541           | 4.02%           | 58.14%          | [ 姫 30 ] |

## 駅周辺
駅南の国道250号付近に公共施設や大型商店等が建ち並ぶ。2015年（平成27年）3月に改定した「姫路市都市計画マスタープラン」において、当駅周辺は「主核」たる姫路駅に対する、姫路市南部地域における「副核」として位置づけられている。
当駅の700メートル西方には、1986年11月1日に廃止された国鉄播但線（飾磨港線）の飾磨駅がかつて存在した。ただ、飾磨港線の本数が少ない事もあって、全く連絡機能を果たせていなかった。
- 山陽電気鉄道 飾磨車庫 - 山陽姫路側、本線と網干線に挟まれる形。
- 恵美酒天満宮[1]
- 浜の宮天満宮[1]
- 兵庫県飾磨警察署
- 姫路市役所飾磨支所・姫路市南保健センター
- 姫路市立図書館飾磨分館
- 姫路市立飾磨市民センター
- 姫路南郵便局（かんぽ生命姫路南支店を併設）
- 飾磨清水郵便局
- 兵庫県立飾磨工業高等学校
- 兵庫県立姫路産業技術高等学校
- 姫路市立飾磨小学校
- 姫路市立飾磨中部中学校
- イオンモール姫路リバーシティー（イオン姫路リバーシティー店）
  - 三井住友銀行イオンモール姫路リバーシティ店・姫路リバ－シティ1階ATM出張所    - ※2023年11月13日より、飾磨支店が姫路支店（みゆき通り沿い）内に移転しており、イオンモール姫路リバーシティ内に出張所とATMを新設。
- ラ・ムー 姫路南店
- マルアイ飾磨店
- ダイレックス 姫路飾磨店
- 浜手緑地
- 播州信用金庫飾磨支店
- みなと銀行飾磨支店
- 姫路信用金庫飾磨支店
- 兵庫信用金庫飾磨支店
- 国道436号
- 姫路港（飾磨埠頭、家島諸島行汽船・小豆島行フェリー乗り場[11]、姫路みなと祭海上花火大会会場（7月最終土曜））

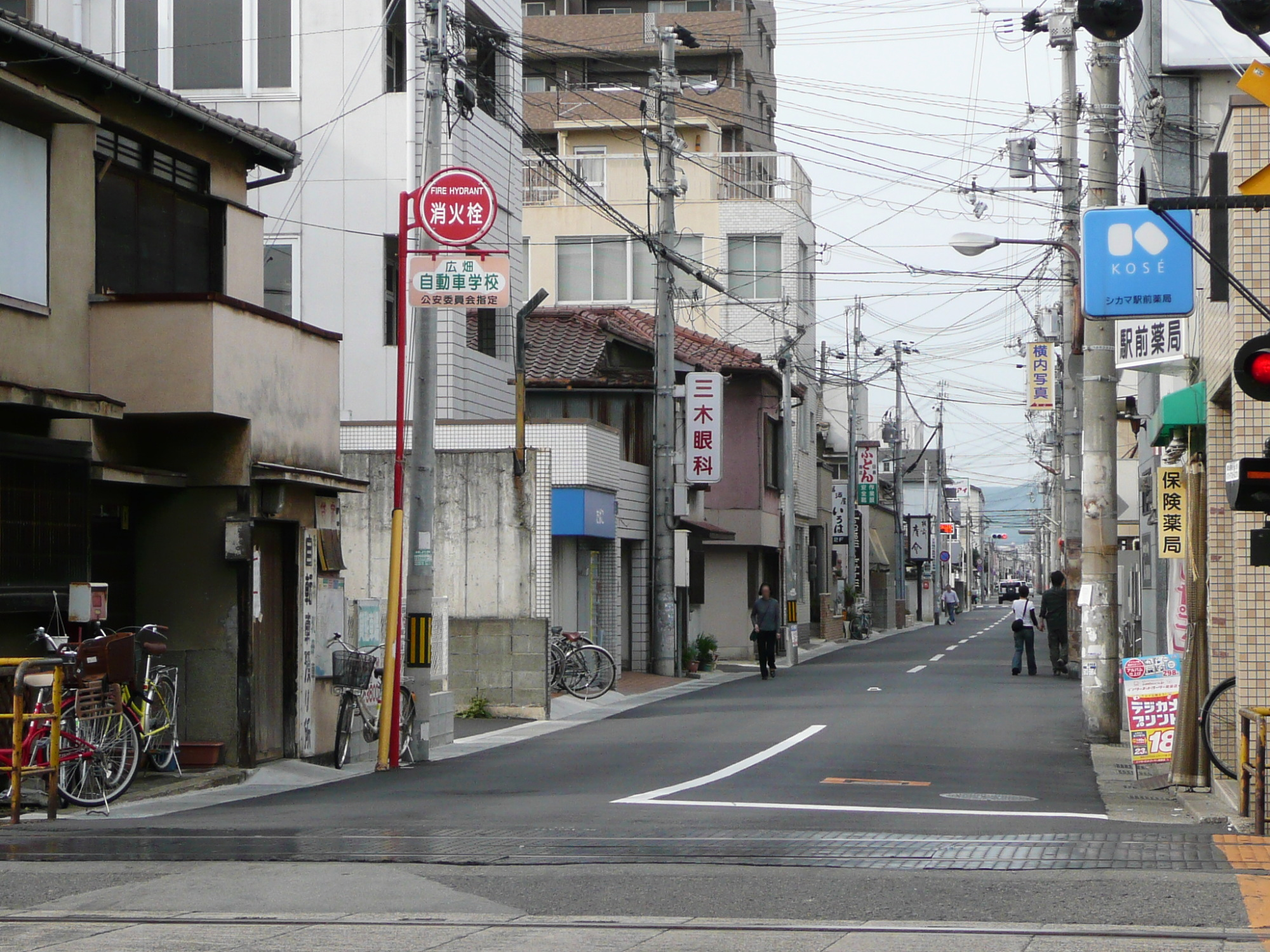
駅前通り（北側、2008年5月）
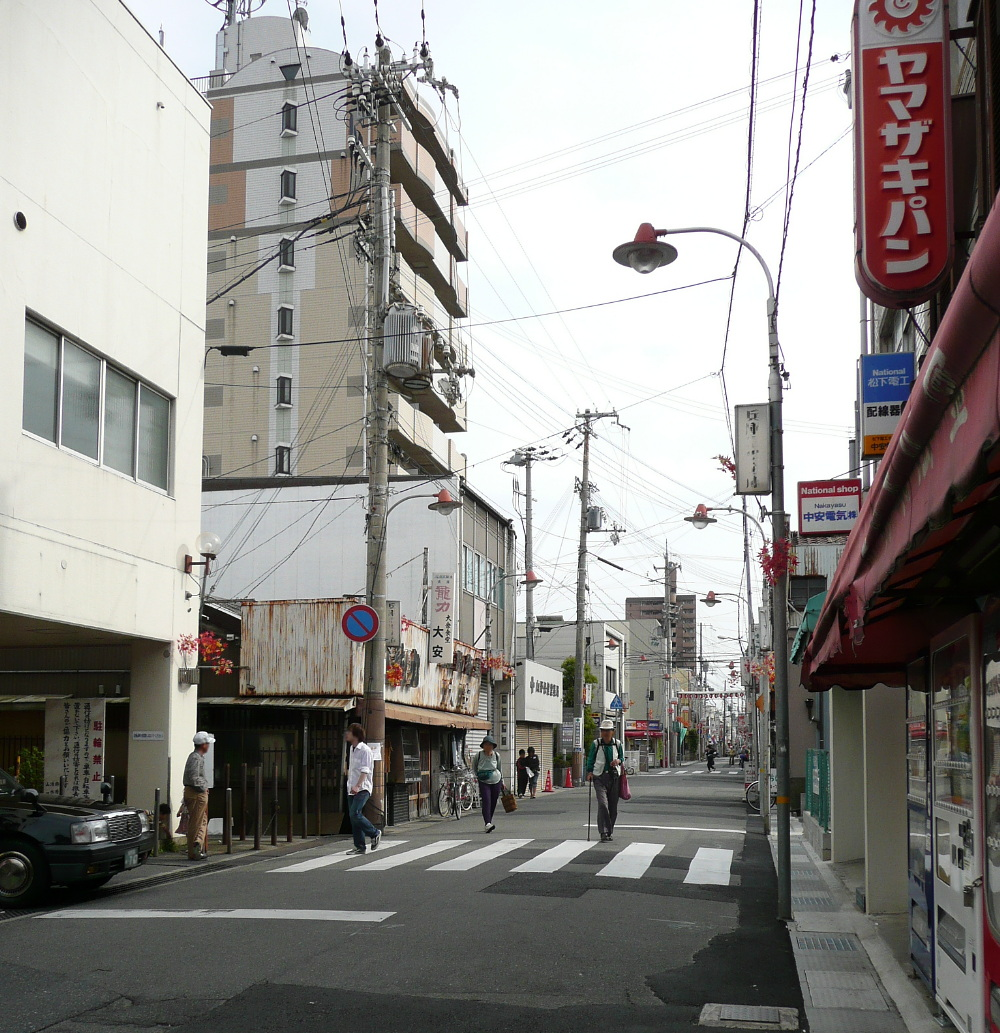
駅前通り（南側、2008年5月）

## バス路線
| 停留所名   | 運行事業者 | 路線名・系統・行先                           |
| ---------- | ---------- | -------------------------------------------- |
| 山電飾磨駅 | 神姫バス   | 91系統：姫路駅（南口） /姫路火力・姫路検査場 |

## 隣の駅
山陽電気鉄道
本線
■特急・■直通特急（直通特急は下記以外）
大塩駅 (SY 35) - 飾磨駅 (SY 40) - 山陽姫路駅 (SY 43)
■直通特急（ラッシュ時）
白浜の宮駅 (SY 38) - 飾磨駅 (SY 40) - 山陽姫路駅 (SY 43)
■S特急・■普通
妻鹿駅 (SY 39) - 飾磨駅 (SY 40) - 亀山駅 (SY 41)
網干線（全列車が各駅に停車）
飾磨駅 (SY 40) - 西飾磨駅 (SY 51)

### 利用状況
統計データ
1. ↑  “神戸市統計書”.   神戸市. 2023年9月5日閲覧。
2. ↑  “明石市統計書”.   明石市. 2023年9月5日閲覧。
3. ↑  “播磨町統計書”.   播磨町. 2023年9月5日閲覧。
4. ↑  “加古川市統計書”.   加古川市. 2023年9月5日閲覧。
5. ↑  “高砂市統計書”.   高砂市. 2023年9月5日閲覧。
6. 1 2  “姫路市統計要覧”.   姫路市. 2023年9月5日閲覧。

神戸市統計書
1. 1 2 3 4  『第59回 神戸市統計書(昭和57年度版)』 神戸市市長室企画調整部調査統計課、昭和58年3月印刷発行(菱三印刷株式会社)、pp.163-165
2. 1 2 3 4 5  『第64回 神戸市統計書(昭和62年度版)』 神戸市市長総局企画調整部調査統計課、昭和63年3月印刷発行(菱三印刷株式会社)、pp.136-137
3. 1 2 3 4 5  『第69回 神戸市統計書(平成4年度版)』 神戸市企画調整局企画部総合計画課、平成5年3月印刷発行(菱三印刷株式会社)、pp.149-150
4. 1 2 3 4 5  『第74回 神戸市統計書(平成9年度版)』 神戸市震災復興本部総括局復興推進部企画課、平成10年3月印刷発行(交友印刷株式会社)、pp.143-144
5. 1 2 3 4 5  『第79回 神戸市統計書(平成14年度版)』 神戸市企画調整局企画調整部総合計画課、平成15年3月印刷発行(有限会社 わかばやし印刷)、pp.151-152
6. 1 2 3 4 5  『第84回 神戸市統計書(平成19年度版)』 神戸市企画調整局企画調整部総合計画課、平成20年3月印刷発行(有限会社 わかばやし印刷)、pp.127-128
7. 1 2 3 4 5  第89回神戸市統計書 平成24年度版　(9 陸上運輸・空港) 9-3.鉄道市内各駅の乗車人員（山陽電気鉄道）
8. 1 2 3 4 5  第94回神戸市統計書 平成29年度版　(9 陸上運輸・空港) 9-3.鉄道市内各駅の乗車人員（山陽電気鉄道）
9. 1 2  第96回神戸市統計書 令和元年度版　(9 陸上運輸・空港) 9-3.鉄道市内各駅の乗車人員（山陽電気鉄道）

明石市統計書
1. ↑  『昭和54年版 明石市統計書』 明石市市役所総務部企画課統計係、昭和54年12月印刷発行(明光印刷有限会社)、pp.235-236
2. ↑  『昭和55年版 明石市統計書』 明石市役所総務部企画課統計係、昭和56年3月印刷発行(明光印刷有限会社)、pp.261-262
3. ↑  『昭和56年版 明石市統計書』 明石市総務部企画課統計係、昭和57年1月印刷発行(明光印刷有限会社)、pp.261-262
4. ↑  『昭和57年版 明石市統計書』 明石市総務部企画課統計係、昭和58年3月印刷発行(明光印刷有限会社)、pp.265-266
5. 1 2 3 4 5  『明石市統計書(昭和62年版)』 明石市企画部企画課統計係、昭和63年3月印刷発行(明光印刷有限会社)、p.212
6. 1 2 3 4  『明石市統計書(平成4年版)』 兵庫県明石市企画財政部企画課統計係、平成5年3月印刷発行(株式会社 ソーエイ)、p.212
7. 1 2 3 4 5  『明石市統計書(平成8年版)』 兵庫県明石市企画財政部企画課統計係、平成9年3月印刷発行(株式会社 ソーエイ)、p.216
8. 1 2 3 4 5  『明石市統計書(平成13年版)』 兵庫県明石市総務部情報管理課統計係、平成14年3月発行、p.218　(運輸及び通信) 199. 山陽電鉄 市内各駅年度別，月別乗車人員
9. 1 2 3 4 5  『明石市統計書 平成18年版（2006年）』 兵庫県明石市総務部情報管理課統計係、平成19年3月発行、p.220　(運輸及び通信) 193. 山陽電鉄 市内各駅年度別，月別乗車人員
10. 1 2 3 4 5  『明石市統計書 平成23年版（2011年）』 兵庫県明石市総務部情報管理課統計係、平成24年3月発行、p.218　(8. 運輸及び通信) 8-2. 山陽電鉄 市内各駅月別乗車人員
11. 1 2 3 4 5  明石市統計書 平成28年版（2016年）　(8. 運輸及び通信) 8-2. 山陽電鉄 市内各駅月別乗車人員
12. 1 2 3  明石市統計書 令和元年版（2019年）　(8. 運輸及び通信) 8-2. 山陽電鉄 市内各駅月別乗車人員

播磨町統計書
1. 1 2 3  はりま　統計資料編 1985(昭和60年) p.22 －4. 国鉄土山駅年間乗車人員・山陽電鉄本荘駅1日の乗降人員
2. 1 2 3 4 5 6 7 8 9  播磨町統計書 1990年(平成2年) p.26 －4. JR土山駅年間乗車人員・山陽電鉄本荘駅1日の乗降人員
3. 1 2  播磨町統計書 1999年(平成11年) p.27 －4. JR土山駅乗車人員・山陽電鉄播磨町駅1日の乗降人員
4. 1 2 3 4 5 6 7 8 9  『播磨町統計書（平成13年度版）』 兵庫県播磨町企画調整課、平成13年7月発行、p.27
5. 1 2 3 4 5 6  播磨町統計書 2007年(平成19年) p.28 －(9.公園・交通・通信) 3.JR土山駅・山陽電鉄播磨町駅の乗車人数
6. 1 2 3 4 5 6  播磨町統計書 2013年(平成25年) p.25 －(7.公園・交通・通信) 3.JR土山駅・山陽電鉄播磨町駅の乗車人数
7. 1 2 3 4 5  播磨町統計書 2018年(平成30年) p.25 －(7.公園・交通・通信) 3.JR土山駅・山陽電鉄播磨町駅の乗車人数
8. ↑  播磨町統計書 2020年(令和2年) p.25 －(7.公園・交通・通信) 3.JR土山駅・山陽電鉄播磨町駅の乗車人数

加古川市統計書
1. 1 2 3  『加古川市統計書(昭和56年版)』 編集：加古川市総務部総務課(昭和56年10月)、発行：兵庫県加古川市役所(昭和56年12月)、p.96(「資料　山陽電気鉄道株式会社明石管理駅(1日の乗車人員を1年に換算)」と記載あり
2. 1 2 3 4 5  『加古川市統計書(昭和61年版)』 編集：加古川市総務部総務課(昭和61年12月)、発行：兵庫県加古川市役所(昭和62年1月)、p.104(「資料　山陽電気鉄道株式会社明石管理駅　注）1日の乗車人員を1年に換算」と記載あり
3. 1 2 3 4 5  『加古川市統計書(平成3年度版)』 編集：加古川市総務部総務課(平成4年2月)、発行：兵庫県加古川市役所(平成4年3月)、p.106(「資料　山陽電気鉄道株式会社　注）1日の乗車人員を1年に換算」と記載あり
4. 1 2 3 4  『加古川市統計書(平成7年度版)』 編集：加古川市総務部総務課(平成8年2月)、発行：兵庫県加古川市役所(平成8年3月)、p.105
5. 1 2 3 4 5  『加古川市統計書(平成12年度版)』 兵庫県加古川市総務部総務課、平成13年3月発行、p.107
6. 1 2 3 4 5  加古川市統計書 平成17年度版(2005年度)　(10章 運輸及び通信) 10-2. 山陽電鉄駅別乗車人員
7. 1 2 3 4 5  加古川市統計書 平成22年度版(2010年度)　(10章 運輸及び通信) 10-2. 山陽電鉄駅別乗車人員
8. 1 2 3 4  加古川市統計書 平成26年度版(2014年度)　(10章 運輸及び通信) 10-2. 山陽電鉄駅別乗車人員
9. 1 2 3 4 5  加古川市統計書 令和元年度版(2019年度)　(10章 運輸及び通信) 10-2. 山陽電鉄駅別乗車人員

高砂市統計書
1. 1 2 3 4  『高砂市統計書 昭和57年版』 編集：市長公室企画課、発行：高砂市役所(昭和57年7月)、p.56
2. ↑  『高砂市統計書 昭和59年版』 編集：企画部企画課、発行：高砂市役所(昭和59年7月)、p.49
3. 1 2 3 4 5 6  『高砂市統計書 平成元年版』 編集：企画部企画課、発行：高砂市役所(平成元年8月)、p.51
4. 1 2 3 4  『高砂市統計書 平成8年版』 編集：総務部総務課、発行：高砂市役所(平成8年11月)、p.49
5. 1 2 3 4  『高砂市統計書 平成12年版』 高砂市総務部文書課、平成13年2月発行、p.49
6. 1 2 3 4 5 6 7  『高砂市統計書 平成16年版』 高砂市総務部文書課、平成17年2月発行、p.49
7. 1 2 3 4 5 6 7  『高砂市統計書 平成23年版』 高砂市企画総務部総務課、平成24年2月発行、p.47
8. 1 2 3 4 5 6 7  『高砂市統計書 平成30年版』 高砂市企画総務部総務室総務課、平成30年2月発行、p.47
9. ↑  『高砂市統計書 令和元年版』９　運輸・通信

姫路市統計要覧
1. ↑  『姫路市勢要覧 昭和29年版』 姫路市役所調査課、昭和29年4月1日発行、昭和29年3月30日印刷（内海印刷所）、64頁。
2. ↑  『姫路市勢要覧 昭和30年版』 姫路市役所秘書課調査統計係、昭和31年4月1日発行、昭和31年3月30日印刷（内海印刷所）、71頁。昭和29年1月～12月の集計
3. 1 2  『市勢要覧 姫路 1958年版』 姫路市役所 企画室、昭和34年3月1日発行、昭和34年2月10日印刷（第一印刷株式会社）、52頁。(山陽電鉄本社調)
4. ↑  『姫路市勢要覧 昭和34年版』 姫路市企画室、昭和35年3月31日発行、昭和35年3月25日印刷（有限会社 中山印刷所）、36頁。(資料　山陽電鉄KK。昭和29年1月～12月の集計)
5. ↑  『姫路市勢要覧 1961年版』 姫路市役所、昭和36年5月25日発行、昭和36年5月20日印刷（有限会社中山印刷所）、38頁。(山陽電鉄 K. K. 昭和35年1月～12月の集計)
6. ↑  『姫路市勢要覧 1962年版』 姫路市役所、昭和37年4月15日発行、昭和37年4月10日印刷（有限会社中山印刷所）、38頁。昭和36年1月～12月の集計
7. ↑  『姫路市勢要覧 1963年版』 姫路市役所、昭和38年10月15日発行、昭和38年10月1日印刷（第一印刷株式会社）、42頁。昭和37年1月～12月の集計
8. ↑  『姫路市勢要覧 1964年版』 姫路市企画室 調査統計課、昭和39年11月5日発行、昭和39年10月15日印刷（第一印刷株式会社）、44頁。昭和38年1月～12月の集計
9. ↑  『姫路市勢要覧 1965年版』 姫路市企画室調査統計課、奥付に発行日記載なし（印刷所　有限会社中山印刷）、38頁。昭和39年1月～12月の集計
10. ↑  『姫路市勢要覧 1967年版』 姫路市企画室調査統計課、奥付に発行日記載なし（印刷　内海印刷株式会社）、統計表12頁。
11. 1 2  『姫路市勢要覧 1968年版』 姫路市 企画室 企画課、奥付に発行日記載なし（印刷所　有限会社　中山印刷所）、統計表13頁。
12. ↑  『姫路市勢要覧 1969年版』 姫路市 企画室 企画課、奥付に発行日記載なし（印刷所　山野印刷株式会社）、統計表13頁。
13. ↑  『姫路市勢要覧 1970年版』 姫路市 企画室 企画課、奥付に発行日記載なし（印刷所　大日本印刷株式会社）、統計表15頁。
14. ↑  『姫路市勢要覧 1971年版』 姫路市企画室企画課、奥付に発行日記載なし（印刷　岸本印刷株式会社）、統計表14頁。
15. ↑  『姫路市勢要覧 1972年版』 姫路市企画室企画課、奥付に発行日記載なし（印刷所　凸版印刷株式会社）、統計表13頁。
16. 1 2  『姫路市統計要覧 昭和49年版』 姫路市企画室企画課、昭和49年8月1日発行（印刷所　小野高速印刷株式会社）、73頁。
17. ↑  『姫路市統計要覧 昭和50年版』 姫路市企画室企画課、昭和50年9月1日発行（印刷所　小野高速印刷株式会社）、71頁。
18. ↑  『姫路市統計要覧 昭和51年版』 姫路市企画室企画課、昭和51年9月1日発行（印刷所　小野高速印刷株式会社）、71頁。
19. ↑  『姫路市統計要覧 昭和52年版』 姫路市企画室企画課、昭和52年10月1日発行（印刷所　小野高速印刷株式会社）、71頁。
20. 1 2  『姫路市統計要覧 昭和54年版』 姫路市理財局企画財政部企画課、昭和54年12月1日発行（印刷所　高橋総合印刷株式会社）、p.80
21. 1 2 3 4 5  『姫路市統計要覧 昭和59年版』 姫路市企画局調整課、昭和60年3月発行、p.148, p.150
22. 1 2 3 4  『姫路市統計要覧 昭和63年版』 姫路市企画局総合企画室、平成元年3月発行、p.106(「注）定期乗車人員算定方法について、59年度までは交通量調査の資料を基礎としていたが、60年度からは、実績を採用している。」との記載あり）
23. 1 2 3 4 5  『姫路市統計要覧 平成5年版』 姫路市総務局総務部情報管理課、平成6年3月発行、pp.102-103
24. 1 2 3 4 5  姫路市統計要覧 - 平成10年（1998年）版 10.運輸・通信
25. 1 2 3 4 5  姫路市統計要覧 - 平成15年（2003年）版 10.運輸・通信
26. 1 2 3 4 5  姫路市統計要覧 - 平成20年（2008年）版 10.運輸・通信
27. 1 2 3 4 5  姫路市統計要覧 - 平成25年（2013年）版 10.運輸・通信
28. 1 2 3 4 5  姫路市統計要覧 - 平成30年（2018年）版 10.運輸・通信
29. ↑  姫路市統計要覧 - 令和元年（2019年）版 10.運輸・通信
30. 1 2 3 4  姫路市統計要覧 - 令和5年（2023年）版 10.運輸・通信